# Nipponeurorthus punctatus
Nipponeurorthus punctatus is een insect uit de familie van de Nevrorthidae, die tot de orde netvleugeligen (Neuroptera) behoort. 
Nipponeurorthus punctatus is voor het eerst wetenschappelijk beschreven door Nakahara in 1915.